# Quận Florence, Wisconsin
Quận Florence một quận thuộc tiểu bang Wisconsin, Hoa Kỳ. Quận lỵ đóng ở Florence6. Theo điều tra dân số năm 2000 của Cục điều tra dân số Hoa Kỳ năm 2000, quận có dân số 5088 người.

## Địa lý
Theo Cục điều tra dân số Hoa Kỳ, quận có diện tích 488 dặm vuông Anh (1.263,9 km2), trong đó có 9 dặm vuông Anh (23,3 km2) là diện tích mặt nước.

### Xa lộ
| - U.S. Highway 2 - U.S. Highway 141 - Highway 70 (Wisconsin) - Highway 101 (Wisconsin) - Highway 139 (Wisconsin) |

### Quận giáp ranh
- Quận Iron, Michigan - bắc
- Quận Dickinson, Michigan - đông
- Quận Marinette, Wisconsin - đông nam
- Quận Forest, Wisconsin - nam, tây

## Thông tin nhân khẩu

Tháp tuổi dân cư quận Florence theo điều tra năm 2000.